# John Weaver
John Reginald Homer Weaver (28. ledna 1882 – 22. března 1965) byl britský historik, prezident Trinity College v Oxfordu v letech 1938 až 1954.

## Životopis
Studoval na Felstedské škole v Essexu. Na univerzitu v Oxfordu nastoupil v roce 1905, jako člen Keble College, a získal titul první třídy v historii v roce 1909. Během svého působení na vysoké škole byl prezidentem Junior Common Room a vysokoškolské debatního společnosti. Byl profesorem historie na Trinity College v Dublinu od roku 1911 do roku 1913 a poté působil na Trinity College v Oxfordu od roku 1914 do roku 1938 (sloužil ve zpravodajského odboru v letech 1915 až 1919 během první světové války). V roce 1938 byl jmenován prezidentem Trinity College v Oxfordu, post zastával až do roku 1954.
Byl editorem Dictionary of National Biography (DNB) v letech 1928 až 1937. Byl jmenován čestným členem Trinity College v Dublinu a Keble College. Jeho spisy obsahovaly paměti Henryho Williama Carlesse Davise, historika a editora DNB a vydání The Chronicle of John of Worcester, 1118-1140: being the continuation of the 'Chronicon ex chronicis' of Florence of Worcester (Oxford : Clarendon Press, 1908).